# Bellecombe-Tarendol
Bellecombe-Tarendol ist ein Ort und eine französische Gemeinde mit 73 Einwohnern (Stand 1. Januar 2022) im Département Drôme in der Region Auvergne-Rhône-Alpes (vor 2016 Rhône-Alpes). Sie gehört zum Arrondissement Nyons und zum Kanton Nyons et Baronnies. Die Einwohner werden Bellecombois genannt.

## Lage
Bellecombe-Tarendol liegt etwa 60 Kilometer nordöstlich von Avignon. Umgeben wird Bellecombe-Tarendol von den Nachbargemeinden Rémuzat im Norden, Pelonne und Verclause im Nordosten, Lemps im Osten, Saint-Sauveur-Gouvernet im Südosten sowie Le Poët-Sigillat im Westen.

## Bevölkerungsentwicklung
| Jahr                       | 1962 | 1968 | 1975 | 1982 | 1990 | 1999 | 2006 | 2019 |
| -------------------------- | ---- | ---- | ---- | ---- | ---- | ---- | ---- | ---- |
| Einwohner                  | 96   | 97   | 81   | 86   | 85   | 75   | 92   | 68   |
| Quellen: Cassini und INSEE |      |      |      |      |      |      |      |      |

## Sehenswürdigkeiten
- Kirche Saint-Laurent aus dem 20. Jahrhundert
- Burgruine Pennafort und Reste der Kapelle Saint-Étienne
- Kapelle Sainte-Catherine

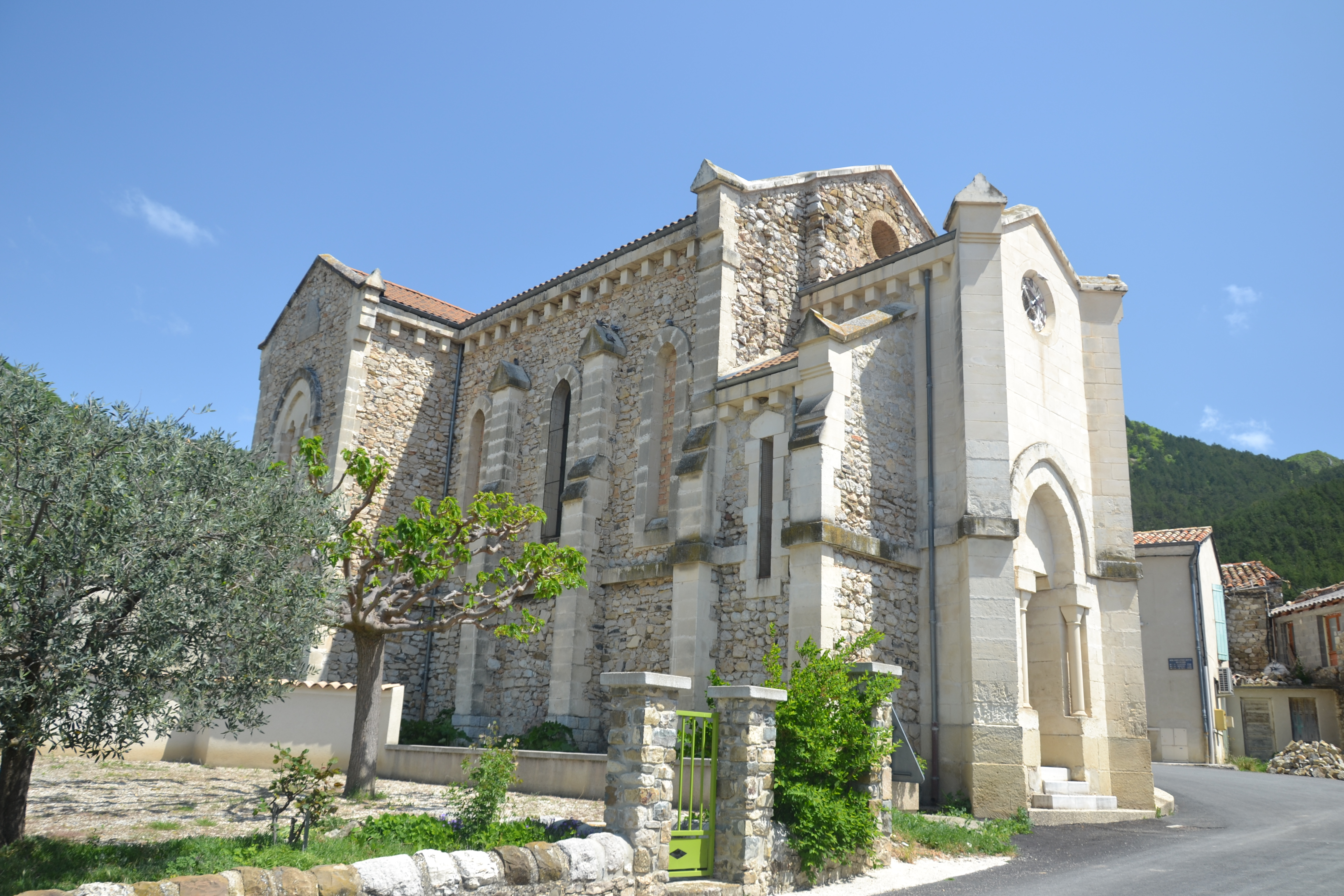
Kirche Saint-Laurent
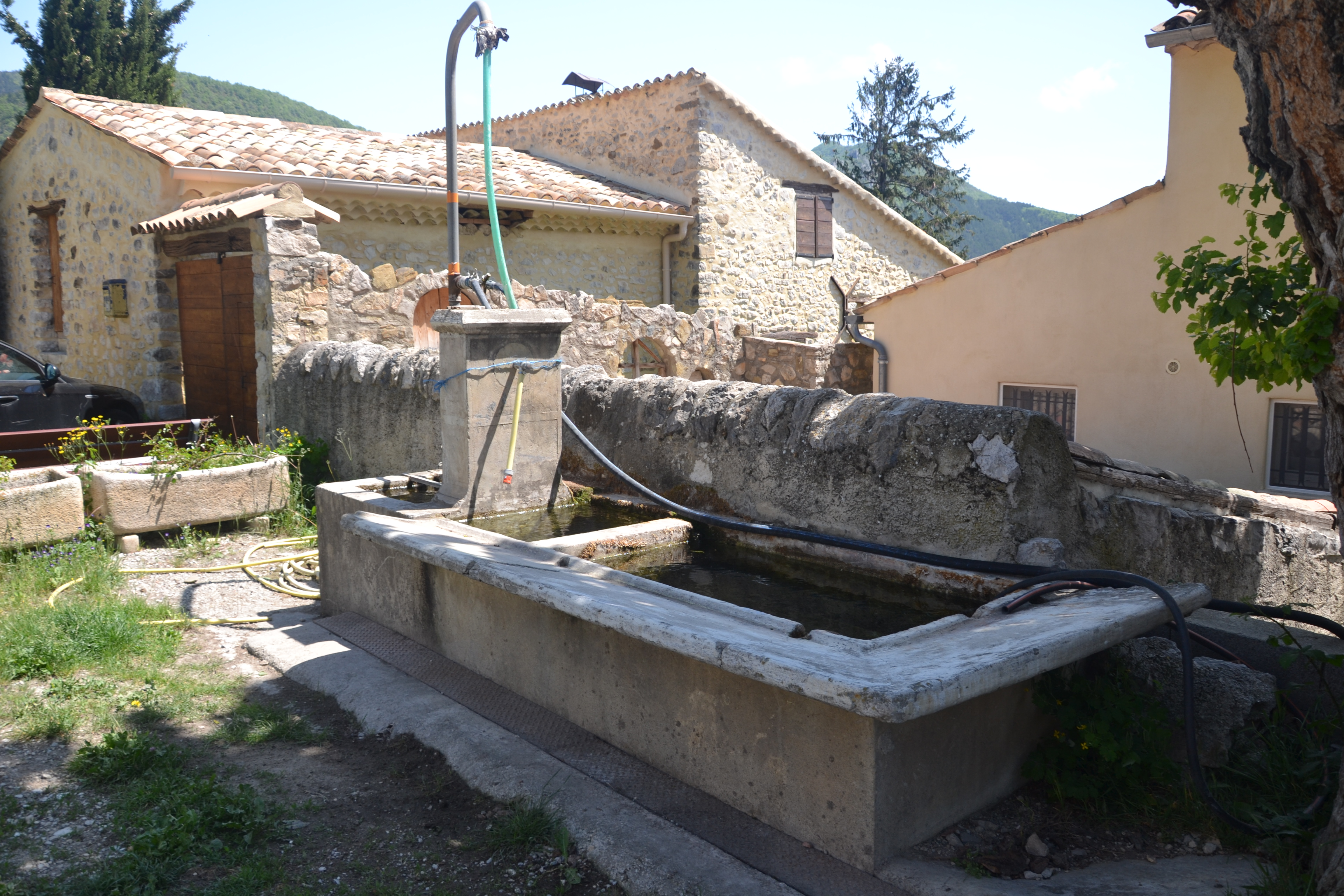
Ehemaliger Waschplatz und Viehtränke in Tarendol

## Persönlichkeiten
- René Barjavel (1911–1985), Schriftsteller